# سنت ژرمن سور رنون
سنت ژرمن سور رنون (به فرانسوی: Saint-Germain-sur-Renon) یک کمون (فرانسه) در فرانسه است که در ان (اوورنی-رون-آلپ) واقع شده‌است. سنت ژرمن سور رنون ۱۵٫۸ کیلومتر مربع مساحت دارد ۲۸۰ متر بالاتر از سطح دریا واقع شده‌است.